# Chiras
Chiras o Centro Poblado de Chiras es una localidad ubicada en el departamento de Junín, provincia de Tarma, distrito de Huasahuasi.Su creación política se dio el 10 de agosto de 2017 y está situada a 3450 m s. n. m. En 2022 eligió por primera vez a su alcalde de manera oficial y mediante el voto popular.

## Historia
En 2022 eligió a su autoridad municipal mediante el sufragio secreto y universal Juan Galarza fue el elegido.

## Autoridades
| Teniente alcalde | Teniente alcalde |
| Periodo          | Alcalde          |
| ---------------- | ---------------- |
| 2023-2026        | Rubén Galarza    |